# Mohammed ben Aarafa

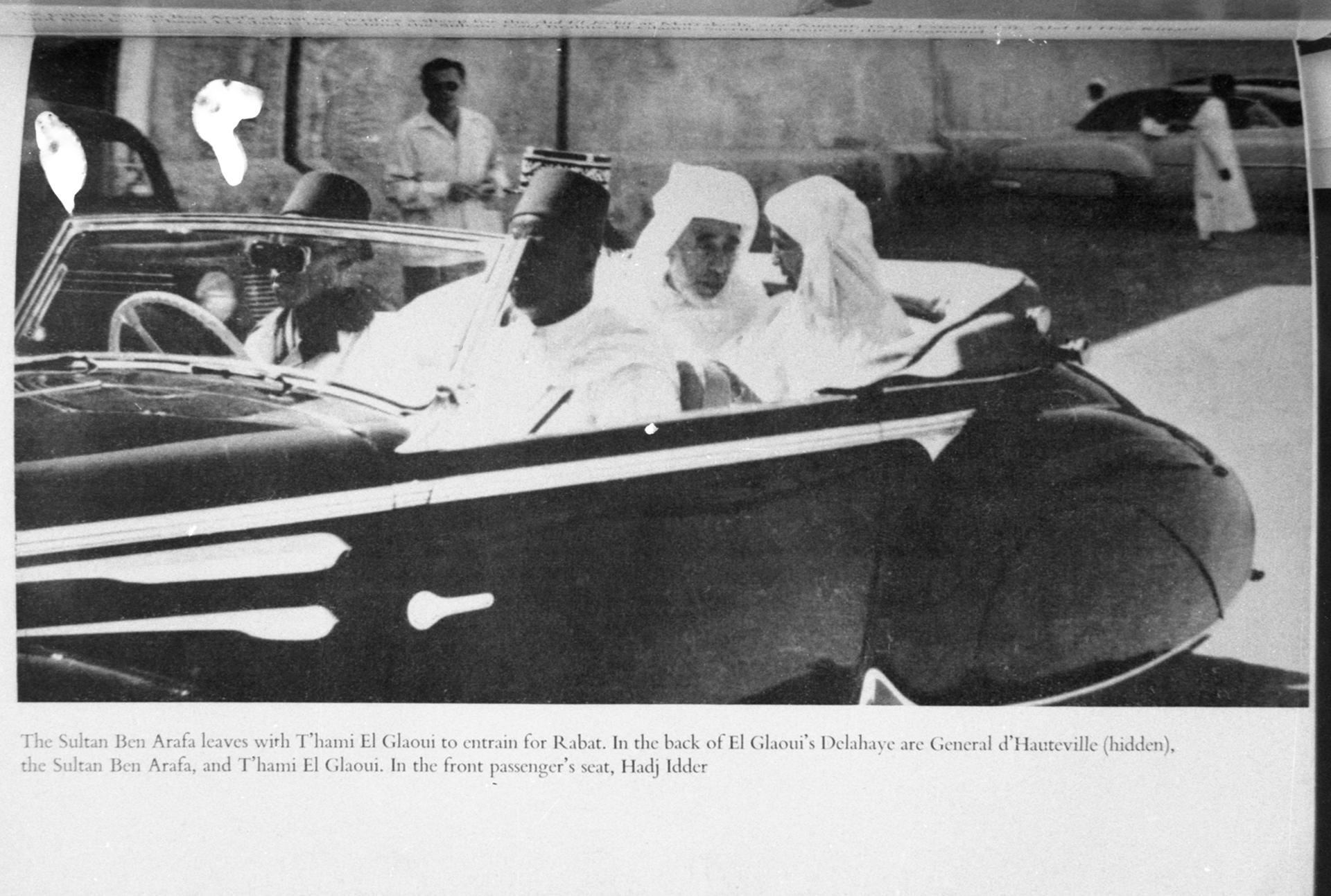
Ben Aarafa rechtsachter in de auto

Mohammed ben Aarafa, of Ben Arafa (Fez, 1886 of 1889 – Nice, 17 juli 1976) was een familielid (oom) van sultan Mohammed V van Marokko (in Arabisch: محمد بن عرفة بن محمد). Hij volgde Mohammed V op als sultan nadat deze door de Fransen in ballingschap op Corsica was gedwongen.
Ben Arafa werd benoemd in augustus 1953 en trad af in oktober 1955, terwijl Mohammed V in ballingschap op achtereenvolgens Corsica en Madagaskar leefde. De benoeming van Ben Arafa werd niet erkend door het Spaans protectoraat in Marokko en leidde tot tot grote onrusten onder de nationalisten, die weigerden hem als sultan te erkennen.
De protesten tegen Ben Arafa droegen bij tot de onafhankelijkheid van Marokko, welke werd overeengekomen tussen Frankrijk en Mohammed V in 1956. Ben Arafa stierf in 1976 in Frankrijk.